# بوسکارلو د گیتزولفی

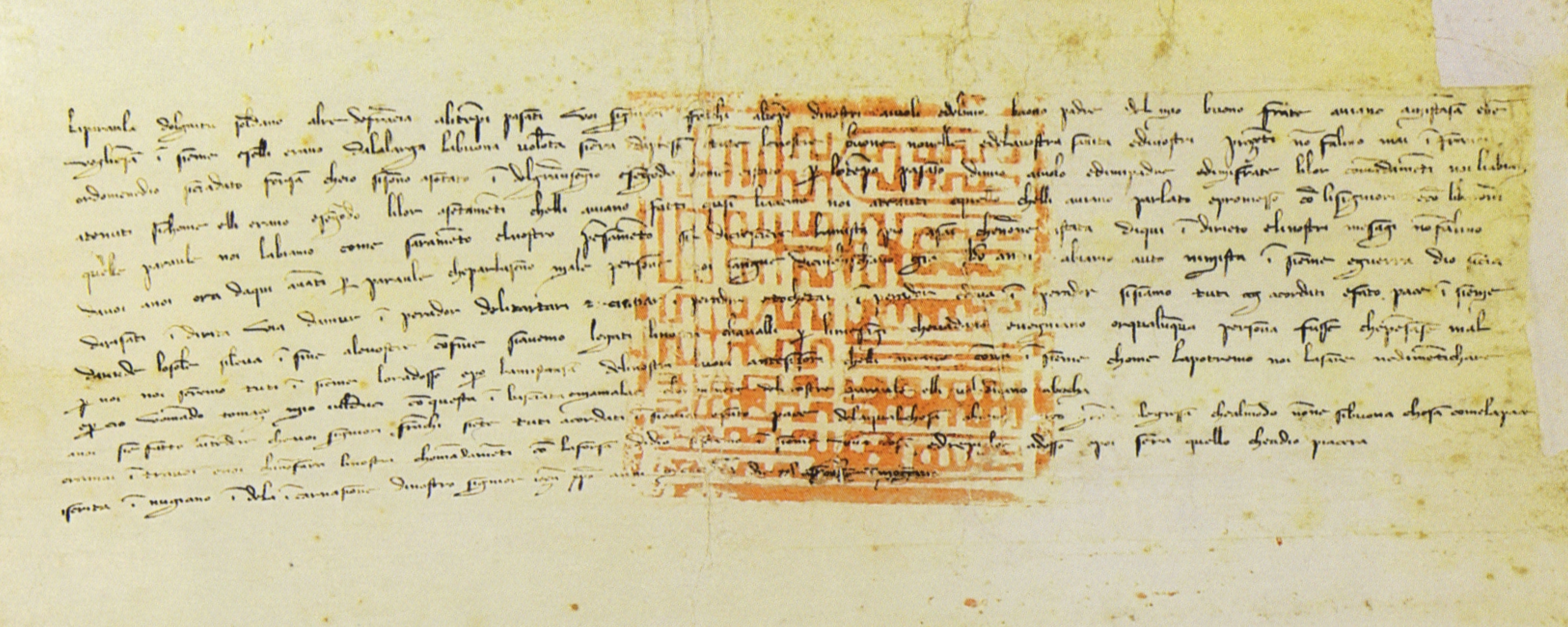
ترجمه نامه اولجایتو به فیلیپ چهارم (پادشاه فرانسه) توسط بوسکارلو د گیتزولفی

بوسکارلو دگیتزولفی (به ایتالیایی: Buscarello de Ghizolfi) (مرگ در پیش از ۱۳۱۷ میلادی) یک بازرگان و دیپلمات جنوایی بود که در سدهٔ سیزدهم میلادی در خدمت ارغون‌خان و غازان خان ایلخانان حاکم بر ایران بود. او از سوی ارغون لقب افتخارآمیز قورچی به معنای حمل‌کنندهٔ ترکش را دریافت داشته‌بود.

## زندگی
بوسکارلو وابسته به یک خانوادهٔ سرشناس جنوایی بود که سال‌ها در امر بازرگانی دریایی سابقه داشتند. بوسکارلو در حدود ۱۲۷۹ میلادی در پادشاهی ارمنی کیلیکیه بوده‌است و پس از این تاریخ به نطر می‌رسد که به خدمت مغولان در آمده‌باشد. در ۱۲۸۹ ارغون وی را به سفارت نزد پاپ و پادشاهان فرانسه و انگلستان گسیل‌داشت. در نوامبر یا دسامبر همان سال او با فیلیپ چهارم پادشاه فرانسه دیدار نمود و نامه‌ای را که از سوی ارغون بدو نوشته شده‌بود تسلیم‌اش نمود. مضمون این نامه درخواست ایلخانان در همراهی مسیحیان در حمله‌ای مشترک به مصر بود. در ژانویهٔ ۱۲۹۰ او نامه‌ای دیگر را نیز با همین مضمون تسلیم ادوارد یکم پادشاه انگلستان نمود. در ۱۲۹۲ وی به تبریز بازگشت. سپس غازان خان وی را مأمور ارسال نامه‌ای دیگری به پاپ ساخت.
بوسکارلو به افتخار ایلخان مغول نام پسرش را ارغون (Argone de Ghizolfi) گذارده‌بود.